# Jean Villard (homme politique)
 (juillet 2024).
Si vous disposez d'ouvrages ou d'articles de référence ou si vous connaissez des sites web de qualité traitant du thème abordé ici, merci de compléter l'article en donnant les références utiles à sa vérifiabilité et en les liant à la section « Notes et références ».
Pour les articles homonymes, voir Villard.
Ne doit pas être confondu avec Jean Villard ou Jean Vilar.
Jean Villard est un homme politique français, né le 24 février 1907 à Souzy et mort le 10 décembre 1986 à Vaugneray.

## Biographie
Jean Villard est né le 24 février 1907 à Souzy dans le Rhône. Il grandit dans un milieu populaire (mère couturière et père ouvrier porcelainier).
En 1917, son père est tué durant la guerre et il devient pupille de la nation.
Après avoir obtenu son brevet d'enseignement supérieur, il travaille durant 9 ans à la Barclay's Bank puis devient directeur d'une société forestière.
Tout au long de sa vie, Jean Villard est un militant chrétien. Dès 1923, il appartient à l'association de la jeunesse catholique française - ACJF- . Il en est le président jusqu'en 1935 à son départ. Il s'investit également dans la centrale syndicale chrétienne - la CFTC. Il appartient après 1945 au Mouvement populaire des familles.
Marié une première fois en 1933, il perd son épouse en 1957 alors que le couple a deux enfants. Il se remarie en 1959 et a un garçon, tout en prenant en charge l'éducation des deux enfants de son épouse issus d'un précédent mariage, ainsi que la nièce de sa deuxième épouse qui, à 18 mois, perd son père dans un accident de voiture.

### Les débuts: La première assemblée constituante
Au sortir de la guerre, il participe à la fondation de la fédération MRP du Rhône. Il se présente sur la liste démocrate-chrétienne dans la seconde circonscription de ce département pour les élections à l'assemblée constituante de juin 1946. Le MRP arrive en tête avec 22,8 % des suffrages. La seconde circonscription regroupe essentiellement l'arrondissement de Villefranche sur Saône, donc le beaujolais viticole et textile, d'où est originaire Jean Villard. C'est un pays de forte pratique religieuse, bien différent de la plaine laïque du bas Dauphiné, déchristianisé, à laquelle l'agglomération lyonnaise se rattache. Ses collines appartiennent, selon l'historien André Latreille, à l'ensemble religieux du massif central. 
Les monts du lyonnais sont même parfois surnommés la Vendée lyonnaise. Ceci explique la raison pour laquelle le MRP réussit à s'y implanter durablement, alors que Lyon lui est très défavorable. En juin et novembre 1946, la liste MRP est conduite par un aviateur de la France libre, l'écrivain Servoz . Jean Villard occupe la deuxième place. 
En juin, elle arrive nettement en tête, avec 38 962 suffrages, soit 27,5 % des voix et Jean Villard est élu. 
Malgré un certain tassement, le succès se confirme en novembre. La liste recueille 37 105 suffrages et obtient à nouveau deux sièges.

### La deuxième et la troisième assemblée constituante
La situation se dégrade du fait de la création du rassemblement du peuple français RPF, que rejoint fugacement l'écrivain Servoz. Jean Villard conduit donc la liste en 1951, dans cette même deuxième circonscription. Il choisit en seconde position un viticulteur bien connu, maire du village de Rivollet, Philippe Sandrin, tandis que l'écrivain Servoz conduit sans grand succès une liste pour l'indépendance française (2,4 % des voix). 
En 1956, le MRP connait un rétablissement dans la seconde circonscription. La section de Tarare fait figure de modèle pour le mouvement et la fédération bénéficie en 1955 de l'arrivée de Léon Dubois, ancien responsable de la jeunesse agricole chrétienne (JAC), qui réorganise les équipes rurales dans le Rhône. 
Le succès du candidat MRP, Joseph Rivière qui recueille, en 1958, 80 % des voix au premier tour de l'élection cantonale de Tarare, illustre cet enracinement. 
Jean Villard décide de confier à Joseph Rivière, également maire de Tarare, la seconde place sur la liste qu'il conduit pour la troisième législature. Elle s'apparente avec le centre national des indépendants (CNI) et les républicains sociaux, mené par Roger Frey et obtient 14,3 % soit 20 835 suffrages.
Non seulement Jean Villard conserve son siège, mais il augmente le score du MRP. Ce succès est d'autant plus éclatant que 9 listes s'affrontent, dont deux poujadistes, celle de l'Union et Fraternité française (UFF) et celle de défense des viticulteurs. 
Jean Villard se représente en novembre 1958 dans la 9e circonscription du Rhône, mais le président de la fédération MRP doit faire face à la candidature dissidente de Joseph Rivière qui l'emporte.
Jean Villard continue toutefois à exercer une activité politique jusqu'en 1983. Il est élu conseiller général à la faveur d'une élection partielle en 1962. Il est constamment réélu jusqu'en 1979 et démissionne pour raison de santé en 1982. De 1977 à 1983, il est conseiller municipal de Vaugneray. 